# Национальный выставочный центр в Абу-Даби
Национальный выставочный центр в Абу-Даби (The Abu Dhabi National Exhibition Centre, сокращённо ADNEC) — выставочный центр в Абу-Даби. Открыт 18 февраля 2007 года президентом Объединённых Арабских Эмиратов и эмиром Абу-Даби Халифой ибн Заид Аль Нахайян. Его спроектировало международное архитектурное бюро RMJM. Место проведения является крупнейшим выставочным центром на Ближнем Востоке, общей площадью 133 000 м², 73,7 м² крытых площадей для проведения мероприятий и открытой площадью 55 900 м². ADNEC имеет наибольшую вместимость на многих площадках: Международный конференц-центр-ICC вмещает до 6000 человек, конференц-залы A и B вмещают до 1500 человек, 20 конференц-залов вместимостью от 20 до 200 человек, а трибуна вмещает 5400 посетителей.
Выставочный центр стимулировал развитие вокруг себя, особенно проектов Capital Center и Capital Gate.